# Vitālijs Meļņičenko
Vitālijs Meļņičenko (Riga, 11 novembre 1987) è un calciatore lettone, portiere del Lysekloster.

## Carriera

### Club
Meļņičenko è cresciuto nello RFS Riga. In seguito, è stato in forza all'Olimps Rīga e poi all'Eirobaltija Rīga. Dopo un'esperienza al Rīga, si è accordato con lo Skonto, che lo ha ceduto in prestito all'Olimps Rīga prima e al Blāzma poi.
Nel 2010 ha fatto ritorno all'Olimps Rīga, a titolo definitivo. Dopo essere stato nuovamente in forza al Blāzma, è passato agli ungheresi dello Szolnok. Ha esordito in Nemzeti Bajnokság I in data 5 marzo 2011, quando è stato schierato titolare nella sconfitta per 3-1 subita sul campo del Paks.
Conclusa questa esperienza, Meļņičenko ha fatto ritorno in Lettonia, al Ventspils. Si è poi trasferito allo Spartaks Jūrmala, per fare nuovamente rientro al Ventspils nel 2015.
Nel 2016 si è accordato con i russi del Fakel Voronež, militanti in Pervenstvo Futbol'noj Nacional'noj Ligi. Il 12 marzo dello stesso anno ha quindi debuttato con questa casacca, in occasione della vittoria casalinga per 3-0 sul Tjumen'. È rimasto in squadra fino all'anno successivo, per poi tornare in Lettonia e vestire nuovamente le maglie di Spartaks Jūrmala e Ventspils.
Il 12 giugno 2020 è stato reso noto il suo passaggio ai norvegesi del Lysekloster.